# Kevin Møller
Kevin Kam Møller (Tønder, 20 de junho de 1989) é um handebolista profissional dinamarquês, medalhista olímpico.

## Carreira
Møller conquistou a medalha de prata com a Seleção Dinamarquesa de Handebol Masculino nos Jogos Olímpicos de Verão de 2020 em Tóquio, após confronta a equipe francesa na final da competição.